# Tęczowy Wąż

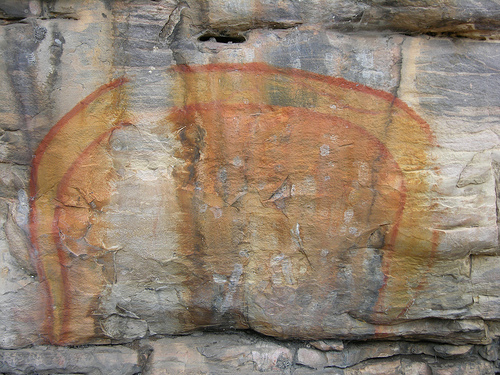
Aborygeńskie malowidło naskalne przedstawiające Tęczowego Węża

Tęczowy Wąż (ang. Rainbow Serpent) – jedna z najważniejszych postaci mitologicznych Australii.

## Opis
Tęczowy Wąż według wierzeń Aborygenów zamieszkuje studnie artezyjskie i rządzi wodą, najcenniejszym dobrem na pustyni. Nieprzewidywalny rywal Słońca (zachowującego się niezmiennie), napełnia źródła i pełzając po ziemi tworzy strumienie. 
W opowieściach z Czasu Snu Wąż przybył spod ziemi, rozpychając ją i stwarzając przy tym wysokie góry.
Mity o nim różnią się w zależności od warunków klimatycznych – plemiona z okolic nawiedzanych przez monsuny opowiadają bardzo dramatyczne historie o Wężu, Słońcu i wietrze, podczas gdy plemiona pustynne nie doświadczają tak wyraźnych zmian pogody, co ma odzwierciedlenie w opowiadanych przez nich historiach. Miał też karać młodzieńców za brak subordynacji w czasie inicjacji.
Tęczowy Wąż jest obrońcą ludzi i jednocześnie okrutnie ich karze za złamanie prawa. Opowieści o nim mają zwykle związek z ziemią, wodą, więzami społecznymi i płodnością. Jako dwupłciowe (w zależności od plemiona praojciec lub pramatka) bóstwo jest uosobieniem siły twórczej i zniszczenia. Jest to bóstwo chtoniczne. 

## Imiona i Oblicza
Czczony przez różne plemiona, Tęczowy Wąż jest znany pod różnymi nazwami. Znany jest jako Ngalyod pośród Gunwinggu i Borlung wśród plemienia Miali. Lud Adnyamathanha czci bóstwo pod imieniem Akkura i opisuje go jako wielkiego węża z ostrymi kłami i łbem porośniętym grzywą. Inne nazwy to m.in. Wonambi czy Kunmanggur. Jest to słowo nieprzetłumaczalne, ale można rozważać takie znaczenia jak; Kanamgek, czyli „ten który odwiecznie działa”; Dimgek, czyli „ten, który jest teraz działa”; oraz Kulaitj, co znaczy, że Tęczowy wąż jest Pramatką. Mieszkańcy Terytorium Północnego twierdzili iż przybiera on formę błyskawicy i zwie się Bolung, natomiast mieszkańcy Barkly widzieli w nim niebiańskiego węża - Drogę Mleczną, na niebie zwanego Wallaganda a na ziemi Ungud - miał on zapowiadać monsuny. Plemię Murbinbata wyobrażało go sobie jako hybrydę węża z ogonem ryby oraz głową kangura z koroną z piór i ostrymi kłami krokodyli. Plemię Marithiel przypisywało mu ogon w kształcie kotwicy. Różne formy i mity mają za zadanie ukazać powszechną wśród Aborygenów ostateczną przemianę bóstwa.

## Mity o Tęczowym Wężu
Jeden z mitów tłumaczących genezę bóstwa mówi o kangurze równiny Koopoo, który po długiej podróży w Czasie Snu miał się zapaść w głąb jeziora i przemienić w Tęczowego Węża.
Jedną z opowieści związanych z końcem życia Tęczowego Węża jest mit o Djiniminie, latającym lisie. Latający lis posiadał dwie żony, małe tęcze. Żony skarżyły się na brak satysfakcji w pożyciu, a po pewnym czasie Djinimin zorientował się, że zdradzają go z Tęczowym Wężem. Pewnego dnia, gdy wrócił z polowania i zaczął przyrządzać zdobycz, zorientował się gdzie są jego żony. Poszedł ich śladem i zobaczył je na szczycie wzgórza. Zawołał żeby rzuciły mu linę, jednak gdy zaczął się wspinać te przecięły ją i Djinimin zabił się przez upadek na skały. Ten jednak zdołał zebrać szczątki swego ciała i śpiewając powrócił do życia. Odnalazł Tęczowego Węża i przebił jego ciało włócznią. Wtedy Tęczowy Wąż upadł do wody i tam już pozostał.
Plemiona półwyspu York zachowały historię o obrzędzie z tańcami, na które przybył brunatny pyton tajpan - kolejne wcielenie Węża. W trakcie uroczystości jego syn - młody tajpan, spotkał węża wodnego - Tintauwę, żonę jaszczurki o błękitnym języku. Gdy jaszczurka wybrała się na polowanie ten uciekł z piękną wężycą. Jaszczurka poszła po ich śladach i zastała parę przy ognisku. Próbowała rzucać oszczepami w tajpana lecz te odbijały się od łusek młodzieńca i łamały. Syn Węża ugodził grotem w czoło jaszczurki, niewierna żona zaczęła rozpaczać. Jaszczurce udało się wyciągnąć grot i nim zabić kochanka, którego następnie rozpruła. Po wyjęciu serca jaszczurka zaniosła je ojcu młodego tajpana, ten wstrząśnięty widokiem przerwał ceremonię. Nie przyjmując żadnych pocieszeń, przestał czarodziejsko leczyć i zaczął nucić żałobną pieśń. Reszta uczestników pochowała się na drzewach i w jaskiniach. Przy drugiej pieśni reszta pytonów powróciła do ogniska i unosząc swoje szyje uderzyły w niebo (tłumaczyć to miało czemu łby pytonów są spłaszczone). Tęczowy Wąż powiedział Teraz możemy mieszkać na górze, a wszystkim, którzy spoglądają w niebo pokażemy, jak wspaniałymi barwami się mienimy. Po następnej pieśni rozpostarł się aż do nieba i od tego czasu ludzie widzą go jako tęczę.
Inny mit mówi o tym iż bóstwo samo nie chciało obdarowywać ziemi życiodajnym deszczem. Wódz deszczu - atajinjina przyprowadził na brzeg do węża "młodego deszczowego człowieka". Młodzieniec ten został wsadzony przez wodza do paszczy potwora gdzie spędził 2 lata. W środku Węża gromadził on świecące muszelki takula, które ostatecznie doprowadziły do jego wyplucia. Wódz nakazał kobietom odzyskanie młodzieńca i przejście obrzędów inicjacyjnych przez niego. Po wszystkim mężczyzna ten, dzięki muszelkom przeobraził się w chmurę i wstąpił do nieba, zsyłając deszcz. Gdzie rzucił muszelkę tam na ziemię spadała błyskawica. Po wykonaniu zadania próbował on zmienić się z powrotem w człowieka.

## Podobne istoty w innych kulturach
Postać tęczowego gada spotykana jest nie tylko w mitologii Aborygenów. W mitologii starożytnych Chin również spotyka się tęczowego gada, zwanego Tęczowym Smokiem Hong. W kulcie Voodoo tęczowy wąż nazywany jest Ayida-Weddo. Kazimierz Moszyński wspomniał, że w słowiańskich wierzeniach ludowych tęcza była uważana za króla bądź cara wężów. Słowianie uważali też, że tęcza to smok wypijający wodę z jezior i rzek, którą przekazuje do chmur.

## Tęczowy Wąż w popkulturze
Imieniem tęczowego węża jest nazwany odbywający się co roku festiwal muzyki elektronicznej w australijskim stanie Wiktoria oraz niemiecki zespół wykonujący muzykę elektroniczną.